# ویلو اوک (فلوریدا)
ویلو اوک (به انگلیسی: Willow Oak) یک حوزه سرشماری در ایالات متحده آمریکا است که در شهرستان پولک، فلوریدا واقع شده‌است. ویلو اوک ۸٫۳ کیلومتر مربع مساحت و ۴٬۹۱۷ نفر جمعیت دارد و ۳۴ متر بالاتر از سطح دریا واقع شده‌است.